# Leones de Ponce (baloncesto)
Los Leones de Ponce son un equipo de baloncesto de la liga de Baloncesto Superior Nacional (BSN) de Puerto Rico, ubicados en la ciudad de Ponce. Los Leones son una de las franquicias más exitosas de la isla, ganando un total de 14 campeonatos. Sus juegos locales se celebran en el Auditorio Juan Pachín Vicéns, con capacidad para unos 8,000 espectadores, nombrado en honor a Juan Pachín Vicéns, uno de los mejores jugadores puertorriqueños.

## Historia

### Primeros años
La franquicia de los Leones de Ponce se fundó en el año 1946 gracias a un esfuerzo conjunto de Emilio Huyke, Willie Vicens y el Club de Leones quienes donaron el primer uniforme y ayudó en el reclutamiento de jugadores. El primer plantel de los Leones se componía de Gil A. Casanovas, Efraín Castillo, Enrique Colón, Alfredo Crooke, Pedro Henríquez, Juan Laboy, Luis López, Víctor Madera, Julio Mayol, José Olmeda, Carlos Rivera, Pedro Rodríguez, Tati Rodríguez, Miguel Ruiz, Iván Santiago, José Vidal, Stanley y Murray Rubbins. El dirigente fue Emilio Huyke.
En esa primera temporada Ponce juega para marca de 8-5, terminando en tercer lugar por encima de franquicias establecidas como San Germán, San Juan, Santurce y la Universidad de Puerto Rico. La gerencia del equipo se mantuvo agresiva y para el 1947 adquieren a Antonio "Toño" Morales y los doctores Juan Enrique “Coco” Vicens y Freddie Borrás para convertirse rápidamente en una de las principales franquicias de la liga.
En tan solo su cuarta temporada, en el 1949 los Leones de Ponce terminaron con el segundo mejor récord en la temporada regular con marca de 15-3 y llegaron a su primera serie final, en la cual fueron vencidos por los Atléticos de San Germán (2-3).
Para la temporada del 1950, los Leones firmaron a un joven nacido en Ciales y estudiante del Colegio Ponceño; Juan “Pachin” Vicens. Pachín que también era conocido como el “Jeep” con tan sólo 15 años de edad se convirtió en una estrella inmediatamente y desde entonces lideró a los Leones de Ponce a su época más gloriosa en la historia de la franquicia. Con Pachín en uniforme los Leones ganaron 7 campeonatos y siempre estuvieron entre los mejores tres equipos del torneo, asistiendo al menos a las series semifinales. 
En 1952 los Leones adquieren a Arnaldo Hernández del Colegio de Mayagüez y a Juan Roig de Yauco para complementar un plantel poderoso. A eso se le debe sumar la llegada de Tex Winter que era dirigente de la Universidad de Marquette y creador de la ofensiva de triángulo. El primer campeonato de los Leones se logró el 17 de agosto de 1952 al vencer a los Cangrejeros de Santurce 86-73. En el juego de campeonato Pachín Vicens y Arnaldo Hernández anotaron 20 puntos cada uno seguido de Freddie Borrás con 18. Pachín Vicens fue el Jugador más Valioso del torneo y Tex Winter el dirigente del año. Winters luego se convirtió en una de las leyendas del baloncesto tras haber sido asistente de Phil Jackson y este haber utilizado su “triangle offense” en los 11 campeonatos que ganó en la NBA con los Chicago Bulls y Los Angeles Lakers. 
En 1953 los Leones dirigidos por Howard Shannon y Tex Winters terminaron primeros en la serie regular con marca de 17-4. En la semifinal dominaron a los Capitanes de Arecibo y volvieron a ser finalistas, esta vez frente a los Atléticos de San Germán. Una pelea entre Francis Ramírez de los Atléticos y Lilo Becerra de los Leones en el primer partido de la serie no permitió terminar la serie. La serie siguió mientras la liga investigaba el incidente y Ponce ganó el segundo partido 70-64. El director de la liga Julio Enrique Monagas decidió suspender a Ramírez por el resto de torneo y luego de eso los equipos tuvieron discrepancias en el itinerario del resto de la serie. Eso causó que el 10 de septiembre de 1953 la liga decidiera suspender la final y el torneo se quedó sin concluir, por lo que no hubo un campeón. 
En 1954 Ponce se mantiene en primer lugar durante gran parte del torneo y Pachín Vicens gana su segundo premio de Jugador Más Valioso al anotar un total de 445 puntos. Los Leones por tercer año consecutivo llegan a la final, nuevamente contra los Atléticos de San Germán. El dirigente que los llevó al primer campeonato dos años atrás, Tex Winter, reemplazó a Joe Thorton quien tuvo que partir a Estados Unidos. La final fue dominada por Ponce 3-1 y en ese cuarto juego los Leones ganaron 70-58. 
Los Leones tuvieron que esperar hasta el 1958 para regresar a una serie final. Reforzando su plantilla con la llegada del centro César Bocachica y el escolta Tomás “Guabina” Gutiérrez quien junto a Pachín formó una de las mejores combinaciones de “backcourt” en la década de los 60. Los Leones fueron vencidos por el equipo de San Juan. Pachín Vicens volvió a ser seleccionado como el Jugador Más Valioso. 
En el 1959, en el Mundial de Baloncesto celebrado en Chile, el estelar armador de los Leones de Ponce Juan “Pachín” Vicens dominó el torneo anotando 176 puntos, liderando a Puerto Rico a un honroso quinto lugar, y fue catalogado por la prensa como “El Mejor Jugador del Mundo” haciéndolo dar la vuelta olímpica en el estadio chileno. Ese mismo año, Pachín fue con el equipo nacional a los Juegos Panamericano celebrados en la ciudad de Chicago. Al concluir el torneo Pachín fue nombrado al Equipo Ideal de los Juegos Panamericanos junto a Josean Baez, con figuras como Oscar Robertson y Jerry West. 
Ponce gana su tercer campeonato en 1960 sobre Río Piedras siendo dirigido por Howard Shannon que era asistente en Kansas State. Pachín Vicens gana nuevamente el premio de Jugador Más Valioso al promediar 21.33 puntos en 18 partidos.  Esta década fue una gloriosa para los Leones que revalidaron su campeonato en el 1961 frente a los Capitanes de Arecibo. En esta ocasión Tomás “Guabina” Gutiérrez fue seleccionado como el Jugador Más Valioso tras haber anotado 389 puntos para un promedio de 19.45 puntos por juego. 
La época de Pachín termina con tres campeonatos en línea del 1964 al 1966, todos dirigidos por Red Holzman de los New York Knicks. En esos tres años Ponce dominó la liga con marca de 47-16. Ya en 1966 Vicens anuncia su retiro y termina con 5,102 puntos. Vicens fue el primer jugador en llegar a 5,000 puntos en la historia de la liga. El partido en cual arribó a los 5,000 puntos se celebró en el Estadio Paquito Montaner. Pachín se retiró con siete campeonatos, cuatro premios de Jugador Más Valioso y una productiva carrera en la selección boricua. 
Tras la retirada de Pachín Vicens, los Leones de Ponce siguieron presentando equipos competitivos, llegando a las finales en 1967 y 1968 quedando cerca de ganar el campeonato. Los jugadores más destacados de esa época eran Joe Hatton, Josean Báez, Charlie Bermúdez, Michael Vicens y Héctor Olivencia, entre otros.

### Años 80
En el 1984 Ponce forma parte de una controversia por el caso de David Ponce. El jugador tenía raíces puertorriqueñas pero nació en Estados Unidos y no cumplió sus tres años de residencia previos, por lo tanto no era elegible. La liga decide suspender a Ponce del torneo en 1984 y crea la Copa Olímpica en la cual no participaron los Leones de Ponce.
Ponce regresa en el 1985 y comienza un proceso de renovación liderado por su nuevo apoderado, el Lcdo. Agustín Díaz. Esa gestión empezó a rendir frutos al final de la década con la integración de Alfred “Butch” Lee, José “Papote” Agosto, Francisco “Papiro” León, Mike Torres “el mudo”,  Roberto Muñoz “el colorao”, Diego Meléndez y el desarrollo de los juveniles ponceños Julián Rodríguez, Javier Antonio "Toñito" Colón y Carlos “Charlie” Lanauze. Con estos jugadores los Leones compitieron por el campeonato del 1989, pero perdieron en siete juegos en la “cancha neutral” el Coliseo Rubén Rodríguez, en Bayamón contra los Mets de Guaynabo que contaban con estrellas como Mario Quijote Morales, Fico López y Félix Rodríguez; equipo que comandó la década de los 80.

### Años 90
Bajo el mando de Miguel Mercado, los Leones de Ponce se proclamaron campeones en el 1990 terminando así una sequía de 24 años sin celebrar un campeonato en las fuentes de la Plaza Las Delicias. Miguel Mercado oficialmente le dio la posición de armador a Toñito Colón y este no lo defraudó registrando promedios de 11.9 puntos y 9 asistencias por juego, José “Papote” Agosto era el principal cañón ofensivo anotando un total de 785 puntos para un promedio de 26.2 puntos por juego, el más alto en la historia de la franquicia, Francisco “Papiro” León comandaba la pintura con promedios de 16.6 puntos y 11.3 rebotes, asistido por el enérgico Mike Torres y Charlie Lanauze considerado por muchos como el mejor sexto hombre de la liga. 
Con miras de defender el campeonato, para el 1991 los Leones continuaron fortaleciendo su plantilla adquiriendo los servicios de Roberto “Bobby” Ríos, pero no pudieron contar los servicios de Papiro León lo que debilitó su línea frontal para esa temporada. Aun así, los Leones jugaron para 19-11 en la serie regular, merecedores el primer lugar. Los Leones fueron detenidos en un juego decisivo contra los Atléticos de San Germán, gracias a un sensacional canasto de José Óscar Santiago sonando la chicharra. 
En el 1992, la administración del licenciado Agustín Díaz continuó con su fórmula de apostar a la juventud, reclutando a los jóvenes prospectos, Carlos Vázquez y Rolando Hourruitiner, el desarrollo de Toñito Colón y Charlie Lanauze junto a la experiencia de sus veteranos Papote Agosto, Bobby Ríos y Papiro Léon. Los Leones volvieron a ser campeones, esta vez guiados por el legendario Julio Toro, ganándole a los Capitanes de Arecibo y haciendo puntos de todos los lados de la cancha con los llamados “Cuatro Jinetes”, Toñito, Charlie, Papote y Bobby Ríos. 
Para el 1993, ganando 4-1 la serie final contra los Mets de Guaynabo, los Leones lograron el primer “Back to Back” desde el 1965. El desarrollo de su centro Julián Rodríguez fue clave al este registrar los mejores números de su carrera 13.27 puntos y 10.9 rebotes por juego. Sin olvidar
Roberto “Bobby” Ríos fue el Jugador Más Valioso de la temporada 1995 con promedios de 20.84 puntos y 4.3 asistencias por juego en 32 desafíos.
Luego de eso los Leones quedan subcampeones en 1995 frente a los Vaqueros de Bayamón.
Para la temporada del 1996 Ponce firmó a los grandes prospectos juveniles, Orlando Meléndez y Freddie Martínez del Colegio Ponceño y realizó un controvertible cambio enviando a Rolando Hourruitiner a los Cariduros de Fajardo a cambio del veterano Edgar Léon, esto en busca de fortalecer su línea frontal en caso de volverse a enfrentar a los Vaqueros de Bayamón en la postemporada. Los Vaqueros contaban con una poderosa línea frontal es Jerome Mincy, y el refuerzo Joe Wiley, mientras que el licenciado Agustín Díaz se negaba a firmar un jugador refuerzo y apostaba a sus nativos, Charles Williams, Luis “Papo” Pizarro, José “Carita” López, Papiro León y Edgar Léon. 
En el 1998, los Leones regresaron a la final, pero fueron barridos por Piculin Ortiz y los Cangrejeros de Santurce. 
La prensa del país nombró al equipo de Ponce como el equipo de la década de los noventa.

### El Nuevo Milenio
Para la temporada del 2001, en gestiones de volver a la ruta de los campeonatos, los Leones adquirieron mediante cambio con los Atléticos de San Germán al Ponceño Bobby Joe Hatton y al estelar escolta Eddie Casiano y en el 2002 le ganaron a los Vaqueros de Bayamón en siete juegos.
En el 2004, en una serie reñida los Leones obtuvieron su duodécimo campeonato al derrotar a los Maratonistas de Coamo en siete juegos. Este campeonato fue dedicado al fenecido alcalde de Ponce, Rafael “Churumba” Cordero. 
Aunque no se logró defender el campeonato, la temporada del 2005 fue una de muchos logros para los Leones ya que se convirtieron en el equipo más ganador en la historia del Baloncesto Superior Nacional al romper la barrera de las 1000 victorias, sobrepasar los 100.000 fanáticos pagando en el Auditorio Juan “Pachin” Vicens y dos de sus jugadores, Bobby Joe Hatton y Gabriel “Pirulo” Colón, ganaron los galardones de Jugador Más Valioso y el Jugador de Más Progreso respectivamente.
En la temporada 2006 Ponce cae en seis juegos ante Caguas en la semifinal, manteniéndose competitivo a pesar de varios problemas internos. 
El empresario Helcias Bermúdez se convirtió en apoderado de los Leones de Ponce en el 2008 levantando el ánimo de los seguidores del equipo asumiendo que finalmente llegaría estabilidad a la administración de la franquicia. Lamentablemente sea realizaron unas movidas de personal que laceraron el respaldo de la fanaticada; en el 2008 dejó en libertad al armador ponceño, Bobby Joe Hatton, capitán del equipo y querendón de la fanaticada. Reemplazándolo con Wilfredo Pagán, precisamente en esa temporada Hatton lideró a los Capitanes de Arecibo al campeonato. En el 2009, en vías de recuperar la fanaticada llegaron a un acuerdo con los Capitanes de Arecibo para recibir de vuelta a Bobby Joe Hatton, enviando a Wilfredo Pagán y el centro Jeffrey Aubry, lo cual debilitó la línea frontal del equipo. También salieron del otro querendón, Joel Jones Camacho enviándolo a los Criollos de Caguas (Piratas de Quebradillas) a cambio de Ricky Meléndez y Ricky Sánchez. En teoría parecía ser una buena transacción, Ricky Melendez venía de ser el campeón en anotaciones con promedio de 22.16 puntos por juego, en Ponce promedió 12.19 puntos, Ricky Sánchez nunca vistió el uniforme de los Leones, Joel Jones Camacho llegó a la final con los Piratas de Quebradillas y los Leones de Ponce lograron la clasificación, pero fueron eliminados en los cuartos de final. 
Para la temporada del 2010, el Sr. Bermúdez hizo saber su intención de vender el equipo, o recesar para la temporada 2010. En 2010 un grupo de empresarios de la ciudad compuesto por Javier Bustillo, Idel Vázquez, Juan Marroig, César H. Trabanco y por José Couto llegan un acuerdo para administrar la franquicia y salvar a los Leones del receso. El grupo tuvo un buen respaldo de la fanaticada, pero fueron vencidos en los cuartos de final ante los Cangrejeros de Santurce. 
La franquicia de Ponce recesó en las temporadas 2011 y 2012, siendo un golpe fuerte para el baloncesto boricua. Hubo muchas gestiones de personas o grupos tratando de rescatar la franquicia, pero no tuvieron éxito. No fue hasta noviembre del 2012, que el Dr. Óscar Santiago, el Lcdo. Agustín Díaz y su hijo Juan Carlos Díaz lograron llegar a un acuerdo con el Sr. Helcias Bermúdez y el Municipio de Ponce para adquirir y devolverle el Baloncesto Superior a la Ciudad Señorial. 
La franquicia tenía solamente tres jugadores bajo contrato, los ponceños Carlos Figueroa y Gabriel “Pirulo” Colón, y el armador Carlos Rivera. El futuro era prometedor porque los Leones tendrían tres turnos de primera ronda en un uno de los mejores Sorteos de Jugadores de Nuevo Ingreso y los tres refuerzos. La primera contratación fue la del dirigente ponceño Nelson Colón Santiago, que venía de hacer un gran trabajo en sus cuatro temporadas con los Atléticos de San Germán. El cuerpo técnico lo completaron Fernando Toro, Germaine González y Bobby Joe Hatton. 
En el sorteo de nuevo ingreso seleccionaron a los prospectos Mike Rosario (3), Carlos Emory (6) y Chris Gastón (9). Buscando profundidad y veteranía, firmaron al veterano escolta Rick Apodaca y como refuerzos contrataron a Manuel Fortuna, junto a los ex NBA; Mike Harris y Ike Diogu. Los Leones tuvieron una temporada de ensueño arrancando en la primera posición, la cual supieron defender hasta el final terminando con marca de 23 victorias y 13 derrotas, mientras hacían historia al llenar a capacidad la mayoría de sus juegos durante la temporada, algo nunca antes visto, estableciendo un récord una para una franquicia deportiva en Puerto Rico superando los 250,000 fanáticos en sus 33 partidos como local.
Los Leones lograron llegar a la final contra Quebradillas. Ponce perdió esa final en seis juegos pero la euforia de la fanaticada fue tal que la ciudad celebró ese subcampeonato con una actividad donde asistieron miles de fanáticos frente a la Casa Alcaldía. Mike Harris registró promedios de 10.2 rebotes y 20.48 puntos por juego, siendo el campeón en anotaciones y recibiendo el galardón de Jugador Más Valioso, al tiempo que el Dr. Óscar Santiago era seleccionado como el Apoderado del Año en el regreso de los Leones de Ponce al Baloncesto Superior Nacional. 
En el 2014 Ponce adquiere a los tiradores Ángel Daniel Vassallo y Johwen Villegas para reforzar un plantel que ya era favorito para el campeonato. La experiencia de la temporada anterior sirvió bastante y los Leones ganaron su decimotercer campeonato al dominar a los Capitanes de Arecibo en seis juegos.
En el 2015 sucede lo mismo derrotan a los Capitanes de Arecibo en 6 juegos para así obtener el "back 2 back" ganando dos campeonatos de forma consecutiva y con el mismo rival.